# Venusia (Stadt)
Venusia, heute Venosa, war eine antike Stadt in der historischen Region Apulien an der Grenze zu Lukanien (Basilicata) in Süditalien, heute Teil der Region Basilikata. 
291 v. Chr. wurde Venusia von Rom erobert und stieg zur bevölkerungsreichsten Kolonie auf (20.000 Siedler).
Hier erlitt im Jahr 209/08 v. Chr. das Heer des römischen Prokonsuls Marcus Claudius Marcellus eine Niederlage gegen Hannibal. In der Nähe fand auch 280 v. Chr. die Schlacht von Heraclea statt, bei der König Pyrrhus von Epirus den römischen Konsul Laevinus besiegte.

## Söhne und Töchter der Stadt
- Horaz (65 v. Chr.–8 v. Chr.), römischer Dichter